# Ретривер
Ретривер је врста ловачког пса која добавља плен за ловца. Примарна сврха ових паса јесте била да добаве плиен и донесу га ловцу, без оштећења плена. Иако и шпанијели и неки поинтери немају проблема са испуњавањем и овог задатка(добављају уз могуће испадање из чењусти), а и многи ретривери су добри у проналажењу плиена (примарни посао шпанијела и поинтера), оно по чему су ретривери другачији од осталих је добављање плиена, без оштећења. Ретривери, зато имају „мека“ уста и велику жељу да удовоље, уче и послушају. „Мека“ уста значе вољу да се плиен донесе без икаквог оштећења.
Уопштено говорећи, пси су подељени у три главне класификације: ретривере, флашинг шпанијеле и поинтер расе. Ретривери су узгајани првенствено да би принели птице или други плен и вратили их ловцу без оштећења; ретривери се разликују по томе што је неклизајуће хватање њихова примарна функција. Као резултат тога, расе ретривера се узгајају због меких уста и велике спремности да удовоље, уче и слушају. Мека уста се односе на спремност пса да носи дивљач у устима без да је угризе. „Тврда уста” су озбиљан дефекат код ловачког пса, који је веома тешко исправити. Пас тврдих уста чини дивљач нагрђеном или у најгорем случају нејестивом.
Спремност ретривера да угоди, стрпљива природа и способност за обуку учинили су расе као што су лабрадор ретривер и златни ретривер популарним као пси за помоћ инвалидима. (Првенствено се овдје мисли на лабрадор ретривера и златни ретривера, иако су и други ретривери прилично популарни). Изузетна репутација ретривера сврстала је и лабрадора и златног ретривера међу 10 најбољих паса за децу и породице широм света.

## Вештине
Да би обављао дужности ловачког пса, ретривер треба да буде обучен да обавља ове задатке:
- Задржавање под контролом: Ретривери се обично користе за лов на водене птице. Пошто већина лова на водене птице користи мале чамаце у зимским условима, ретривери се обучавају да остану под контролом седећи мирно и тихо док се не пошаљу да их принесу плен.[7] Ово се често назива „стабилношћу”. Постојаност помаже да се избегне случајно превртање, ометање ловца у нишану или могуће случајно испаљивање ватреног оружја које би могло да изазове озбиљну повреду или смрт другима у ловачкој групи или самом псу. Стабилан пас је такође у стању да боље „означи“ оборену дивљач.
- Означавање оборене дивљачи: Обележавање је процес посматрања птице која пада или више птица. Када је дата команда, пас треба да посматра птице које долазе и да запамти где свака птица пада. Добро обучени ретривери су научени да прате правац у коме цев пушке показује како би означили где птице падају. Када се дивљач обори, руковалац ће наредити псу да принесе дивљач. Способност пса да памти више „циљева“ је изузетно важна, а тренери користе технике да побољшају маркирање и способност памћења пса.
- Извршавање слепог извлачења: Када се лове водене птице, примарни посао ретривера је да принесе оборене птице. Понекад пас неће видети како дивљач пада, тако да су ретривери обучени да преузму команде руком, гласом и звиждуком од водича који усмерава пса на оборену дивљач ради повраћаја. Ово се зове „слепо враћање“. Прецизност између пса и водича је изузетно корисна и пожељна како би се минимизирало време извлачења и ограничило ометање околног покривача. Већина слепих извлачења на терену се врши у кругу од 30-80 јарди од пушке, али добар тим ретривера/водича може да изведе прецизна слепа извлачења до 100+ јарди и више.
- Добављање у руку: Иако неки ловци више воле да им птица падне пред ноге, већина руковалаца наређује псу да принесе дивљач у руку, што значи да ће пас када заврши преузимање, нежно али чврсто држати птицу док не добије наредбу да је пусти у руку руковаоца. Достава на руку смањује ризик од бекства осакаћене птице, јер птица остаје у устима пса све док је водич не ухвати.
- Поштовање: Када се лови са више паса, ретривер треба да остане под контролом док други пси раде, и да сачека свој ред. Ово је важно, јер ако више паса истовремено приносе дивљач може изазвати забуну. Ово је један од разлога зашто многи водичи користе име пса као команду за преузимање.
- Отресање на команду: Након извлачења, добро обучени пас неће отрести вишак воде са свог крзна све док се испорука не заврши. Пас који у малом чамцу истреса воду из крзна у најгорем случају ризикује превртање пловила у хладним зимским условима, а у најбољем случају ће највероватније туширати ловце и опрему. Такође, пас који се тресе док још увек држи дивљач у устима може оштетити птицу до те мере да је учини неприкладном за сто. Да би избегли ове незгоде, тренери користе посебну команду која дозвољава псу да се отресе.
- Претрага: Ретривери се често користе у споредној улози као пси за протеривање дивљачи. Пси морају да раде по шаблону испред ловца настојећи да протерају птице. Ретривер мора бити научен да остане у домету оружја како би се избегло протеривање птице ван ватреног домета.
- Задржавање стабилности уз крило током пуцања: Када се лове планинске птице, протеривачки пас треба да буде стабилан уз крило током пусања, што значи да седи када се птица диже или док се пуца. То ради да би маркирао пад и да би избегао протеривање других птица непотребним гоњењем промашене птице.

Иако већина појединачних ретривера има сирове капацитете да буду обучени да се понашају као добављачки пас, значајна количина размишљања и напора посвећена је узгоју специфичних жељених особина код паса из линија узгојених на терену које увелико побољшавају процес тренинга. Када се узгајају ретривери за рад на терену, велика пажња се поклања следећем:
- Могућност лицитирања: Пошто производња добро обученог ретривера способног да обавља горе наведене задатке захтева значајну количину времена и труда, интелигентан, подложан контроли и отворен за учење (понуда) ретривер је од највеће важности.
- Жеља и нагон: Ове особине покривају широк спектар понашања које показује „добар ретривер“. Најважније, оне показују жељу да се добаве скоро до тачке маничног понашања и преузимају значајне препреке да би добавили. Такође показују изузетно интересовање за птице, птичје перје и птичји мирис, што се назива „птичност“.
- Обележавање и памћење: Вид и перцепција дубине су од највеће важности за способност пса да обележи оборену дивљач. Сећање на сваки пад је такође критично. Док тренери ретривера користе посебне технике како би помогли псу да означи и запамти оборену дивљач, добар ретривер се рађа са овим „сировим алатима“.
- Нос: Пси се воде првенствено носом. Добар ретривер користи свој нос да пронађе оборену дивљач у густом заклону и док претражује поље како би лоцирао и протерао да узлети дивљач.
- Мека уста: Потребан је пас са меким устима да би се осигурало да је добављена дивљач прикладна за сто. Пас меких уста подиже и држи дивљач мекано, али чврсто при извлачењу. Пси који непотребно испуштају птице, грицкају их, жваћу или чак једу птицу пре него што их предају водичу, сматрају се „тврдоустима“ или се описује да имају „проблеме са устима“. Док обука може да превазиђе већину „проблема са устима“, пас са инхерентно меким устима је пожељнији када се започне процес обуке.
- Отпорност: Лов на водене птице је спорт по хладном времену који се спроводи на разним локацијама и условима, од густе, поплављене шуиме на југу САД, преко ледених и ледом прекривених бара на Средњем западу до хладних мора дуж горње обале Нове Енглеске. Добар ретривер радо поново улази у воду и прави вишеструка добављања под овим и другим екстремним условима.

## Животни век
Просечан животни век ретривера је око 10-12 година. Неки могу да живе и до 15 година.

## Расе
Расе које највише одговарају особинама ретривера су:
- Амерички шпанијел за воду - шпанијел са изврсним „меким“ устима
- Барбе
- Бојкин шпанијел - најчешће се класификује као шпанијел, међутим има изврсно добављање са меким устима
- Чизопик ретривер
- Коврџави ретривер
- Равнодлаки ретривер
- Златни ретривер
- Ирски шпанијел за воду
- Лабрадор ретривер
- Толинг ретривер
- Пудла - ријетко се користе за лов, међутим, када се користе имају изванредне добављачке способности и мека уста
- Португалски пас за воду

Остале расе са изврсним особинама за добављање:
- Амерички кокер шпанијел
- Дрентски птичар (Dutch Partridge Dog)
- Енглески кокер шпанијел
- Енглески спрингер шпанијел
- Понт-Одмершки епањел (Epagneul Pont-Audemer)
- Немачки клаткодлаки птичар
- Мађарска вижла
- Џек Расел теријер
- Вајмарски птичар